# Sparkasse Rhein-Haardt
Die Sparkasse Rhein-Haardt ist eine rheinland-pfälzische Sparkasse mit Sitz in Bad Dürkheim. Sie ist eine Anstalt des öffentlichen Rechts und entstand bis 2004 aus mehreren Fusionen ihrer Vorgängerinstitute.

## Organisationsstruktur
Das Geschäftsgebiet der Sparkasse Rhein-Haardt umfasst den Landkreis Bad Dürkheim sowie die kreisfreien Städte Frankenthal und Neustadt an der Weinstraße. Träger der Sparkasse ist der Zweckverband Sparkasse Rhein-Haardt, dem der Landkreis Bad Dürkheim sowie die Städte Frankenthal und Neustadt an der Weinstraße als Mitglieder angehören. Rechtsgrundlagen sind das Sparkassengesetz für Rheinland-Pfalz und die Satzung der Sparkasse. Organe der Sparkasse sind der Verwaltungsrat und der Vorstand.
Die Sparkasse Rhein-Haardt ist Mitglied des Sparkassenverbandes Rheinland-Pfalz und über diesen auch im Deutschen Sparkassen- und Giroverband.

## Geschäftszahlen
Die Sparkasse Rhein-Haardt wies im Geschäftsjahr 2023 eine Bilanzsumme von 4,836 Mrd. Euro aus und verfügte über Kundeneinlagen von 3,635 Mrd. Euro. Gemäß der Sparkassenrangliste 2023 liegt sie nach Bilanzsumme auf Rang 97. Sie unterhält 34 Filialen/Selbstbedienungsstandorte und beschäftigt 625 Mitarbeiter.

## Sparkassen-Finanzgruppe
Die Sparkasse Rhein-Haardt ist Teil der Sparkassen-Finanzgruppe und gehört damit auch ihrem Haftungsverbund an. Er sichert den Bestand der Institute und sorgt dafür, dass sie auch im Fall der Insolvenz einzelner Sparkassen alle Verbindlichkeiten erfüllen können. Die Sparkasse vermittelt Bausparverträge der regionalen Landesbausparkasse, offene Investmentfonds der Deka und Versicherungen der Versicherungskammer Bayern. Im Bereich des Leasing arbeitet die Sparkasse Rhein-Haardt mit der  Deutschen Leasing zusammen. Die Funktion der Sparkassenzentralbank nimmt die Landesbank Baden-Württemberg wahr.

## Geschichte
Die heutige Sparkasse Rhein-Haardt entstand sukzessive aus den Zusammenschlüssen von insgesamt 13 Sparkassen. Auf Geheiß der königlich-bayerischen Regierung wurde 1835 das erste Vorgängerinstitut, die Sparkasse Frankenthal, gegründet, die ihren Geschäftsbetrieb aber erst später aufnahm. Es folgten Dürkheim und Grünstadt (beide 1837), Haßloch und Freinsheim (beide 1841), Neustadt (1843 und 1844), Lambrecht (1851), Weidenthal (1865), Deidesheim (1889) und Weisenheim am Sand (1912).
In den 1930er Jahren wurde das Sparkassenwesen in der Region umstrukturiert, sodass die Kreissparkassen Neustadt (1938), Bad Dürkheim und Grünstadt (beide 1939) gegründet wurden.
Die Kreissparkassen Neustadt und Bad Dürkheim fusionierten 1971 zur Kreissparkasse Bad Dürkheim, ein Jahr später wurde die Stadtsparkasse Lambrecht übernommen. Die Fusion mit der Kreissparkasse Grünstadt folgte 1996. Im Jahr 2001 schlossen sich die Kreissparkasse Bad Dürkheim und die Stadtsparkasse Neustadt zur Sparkasse Mittelhaardt – Deutsche Weinstraße zusammen. Im Zuge der Fusion mit der Sparkasse Frankenthal im Jahr 2004 änderte sich der Institutsname dann in Sparkasse Rhein-Haardt.

### Galerie

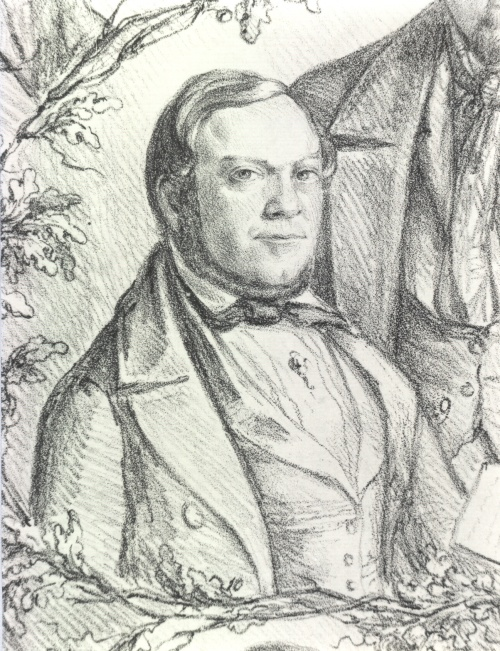
Wilhelm Sauerbeck, erster Rechner der Dürkheimer Sparkasse
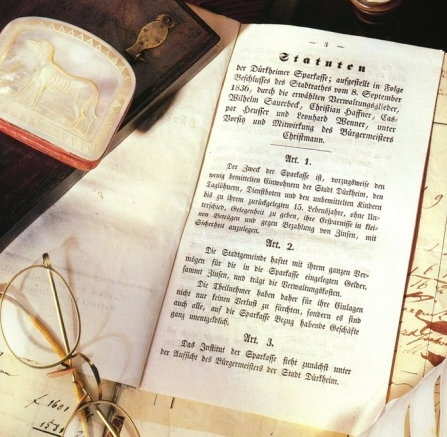
Statuten der Dürkheimer Sparkasse aus dem Jahr 1836
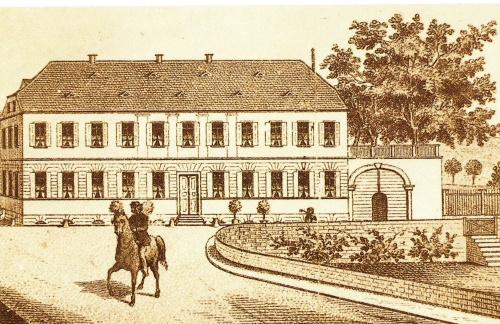
Erster Geschäftsraum der Dürkheimer Sparkasse, heute Weingut Fitz-Ritter

## Stiftungen
Die Sparkasse Rhein-Haardt verfügt über zwei Stiftungen, die ursprünglich von ihren Vorgängerinstituten gegründet worden waren. Beide Stiftungen erfüllen ihre Aufgaben aus den Erträgen des Stiftungsvermögens und aus Zuwendungen Dritter, sofern der Zuwendende nicht ausdrücklich eine Zuführung zum Stiftungsvermögen bestimmt hat. Es werden nur Maßnahmen in der jeweiligen Stadt gefördert.
- Die Sparkassenstiftung Frankenthal wurde am 4. Oktober 1993 vom Verwaltungsrat und Vorstand der damaligen Stadtsparkasse Frankenthal errichtet.
- Die Sparkassenstiftung Neustadt an der Weinstraße wurde als Kulturstiftung anlässlich des 150-jährigen Jubiläums der ehemaligen Stadtsparkasse Neustadt an der Weinstraße im Mai 1993 gegründet.